# Pseudocoremia scariphota
Pseudocoremia scariphota är en fjärilsart som beskrevs av Edward Meyrick 1914. Pseudocoremia scariphota ingår i släktet Pseudocoremia och familjen mätare. Inga underarter finns listade i Catalogue of Life.